# أمرات (اسم)
أَمْرَات هو اسم علم مؤنث من أصل عربي، ومعناه هو الزيادة والعلامة.